# Peridiniales
Peridiniales — ряд джгутикових найпростіших класу динофіцієвих (Dinophyceae) типу динофлагеллят (Dinoflagellata). Представники ряду складаються з однієї клітини, що має два джгутика, поясок та борозну. Вони дуже численні в планктоні.

## Опис
Переважно морські організми, рухливі у вегетативному стані, з оболонкою, що складається з епівальви, гіповальви і пояска, утворених пластинками, розташованими в певному порядку. Розмножуються розподілом у рухомому і нерухомому стані; площина розподілу звичайно розташована косо. Нова клітина отримує або половину материнської оболонки, або ж дочірні клітини виходять з панцира і утворюють нову оболонку. Описано гологамний і мерогамний статевий процес.

## Спосіб життя
Для них характерно найбільше різноманіття видів, що мешкають в теплих морях. Взагалі ж вони широко поширені у різноманітних морських і прісних водоймах, а іноді зустрічаються як симбіонти рослин (зооксантелли) і навіть як паразити ракоподібних і черв'яків. Нерідко вони розвиваються в таких кількостях, що забарвлюють воду в жовтий або червоний колір. У холодних морях, багатих планктоном, іноді в 1 л води налічується до 200 000 перідіней.
Деяким морським формам властиво світіння, особливо під дією подразників.

## Класифікація
Родини:
- Archaeosphaerodiniopsidaceae
- Blastodiniaceae
- Calciodinellaceae
- Centrodiniaceae
- Ceratocorythaceae
- Ceratoperidiniaceae
- Coccidinaceae
- Congruentidiaceae
- Crypthecodiniaceae
- Dinosphaeraceae
- Endodiniaceae
- Glenodiniaceae
- Glenodiniopsidaceae
- Heterocapsaceae
- Kolkwitziellaceae
- Lessardiaceae
- Oxytoxaceae
- Paradiniaceae
- Peridiniaceae
- Pfiesteriaceae
- Phthanoperidiniaceae
- Podolampaceae
- Podolampadaceae
- Protoperidinaceae
- Protoperidiniaceae
- Ptychochscaceae
- Thecadiniaceae

Роди incertae sedis:
- Brandtodinium
- Adenoides
- Adinimonas
- Amphidiniella
- Archaeperidinium
- Azadinium
- Bagredinium
- Baldinia
- Berghiella
- Galeidinium
- Heterocapsa
- Melanodinium
- Pachydinium
- Pernambugia
- Rhinodinium
- Spiraublax
- Spiraulax
- Vulcanodinium